# Lara Trump
Lara Lea Trump (született: Yunaska; Wilmington, 1982. október 12. –) amerikai producer, 2024 és 2025 között a Republikánus Nemzeti Bizottság társelnöke. Eric Trump felesége, aki Donald Trump harmadik gyermeke. A Trump Productions több műsorán is dolgozott, mint a Real News Update és az Inside Edition.

## A Republikánus Nemzeti Bizottság elnökeként
2024. február 12-én Donald Trump kifejezte támogatását Lara Trump megválasztására, mint a bizottság új társelnöke, Michael Whatley észak-karolinai pártvezető mellett. Lara Trump azt nyilatkozta, hogy a párt minden pennyjét arra költené, hogy Donald Trumpot újraválasszák az ország következő elnökének.
2024. március 8-án Trumpot meg is választották a Republikánus Nemzeti Bizottság elnökének.